# Plosojenar (Kauman)
Plosojenar is een bestuurslaag in het regentschap Ponorogo van de provincie Oost-Java, Indonesië. Plosojenar telt 3111 inwoners (volkstelling 2010).